# Gilbert Pierrot
Pour les articles homonymes, voir Pierrot.

a Compétitions nationales et continentales officielles uniquement.

b Matchs officiels uniquement.
Dernière mise à jour le 16 octobre 2023.
Gilbert Pierrot, né le 3 février 1889 à Bizanos et mort le 21 mars 1979 à Pau, est un joueur de rugby à XV français. Avant la Première Guerre mondiale, Pierrot est considéré comme le meilleur trois-quarts centre français, évoluant notamment à l'ASPTT Paris, au TOEC, et surtout à la Section paloise. Premier international du club en 1914, il est blessé gravement pendant la guerre, ce qui l'oblige à mettre un terme à sa carrière de joueur. Devenu entraîneur, il conduit la Section paloise au titre de champion de France en 1928, en prônant un rugby de mouvement.
Fils d'un ingénieur des Ponts et Chaussées, Pierrot exerça également la profession de receveur des P.T.T. Mobilisé durant la Première Guerre mondiale, il contribua à la résistance béarnaise pendant la Seconde Guerre mondiale et fut décoré Chevalier de la Légion d'Honneur en 1952. En plus de son rôle majeur dans le rugby en tant que joueur, Pierrot fut un fondateur des sections rugby de l'ASPTT Paris en 1908 et de l'ASPTT Pau en 1940.
En tant qu'entraîneur, il orienta la Section paloise vers un titre de champion de France en 1928, Son influence fut telle qu'il innova en positionnant l'arrière Mounès comme cinquième attaquant.

## Carrière

### En club

#### Découverte du rugby en Béarn
Gilbert Pierrot découvre le rugby au début du XXe siècle au patronage catholique de l'Association Bourbaki et à l'école supérieure de Pau. Ce patronage n'est pas encore définitivement orienté vers la pratique du football.

#### Débuts à l'ASPTT Paris
Gilbert Pierrot est muté à Paris pour compléter sa formation de receveur PTT. Pierrot est l'un des fondateurs de la section rugby de l'ASPTT Paris en 1908, et évolue alors en 3e série,.

#### TOEC
Militaire, Pierrot est muté ensuite à Toulouse, où il devient capitaine du TOEC et de l'équipe du 83e régiment d'infanterie. Gilbert Pierrot reste deux ans à Toulouse.

#### Section paloise
Gilbert Pierrot retourne en Béarn, et rejoint la capitale béarnaise et la Section paloise en 1912, après son service militaire. Pierrot travaillait pour les PTT.
Sous la houlette du Gallois Tom Potter, Pierrot fait partie d'une jeune génération de joueurs prometteurs qui s'affirment et se font remarquer par la presse nationale, dont Gaston Bénac,.
Par ailleurs, Pierrot participe au match de sélection UFSA entre une équipe du Sud et une équipe de Probables le 7 décembre 1913 au stade de la Croix du Prince. Pierrot est sélectionné en compagnie de Tournier, l'Autobus, son compère au sein de l'attaque de la Section paloise.

À l'occasion de ce match de sélection de l'équipe de France, Sud contre Probables, le journal L'Auto écrit que les tribunes de la Croix du Prince pourraient servir de modèles à d'autres clubs. En effet, les tribunes, les vestiaires et l'accès au stade la ligne 1: Boulevard Guillemin - Croix du Prince du Tramway de Pau en font un modèle. L'équipe du Sud s'impose face aux Probables devant 10 000 spectateurs,.

### En Equipe Nationale

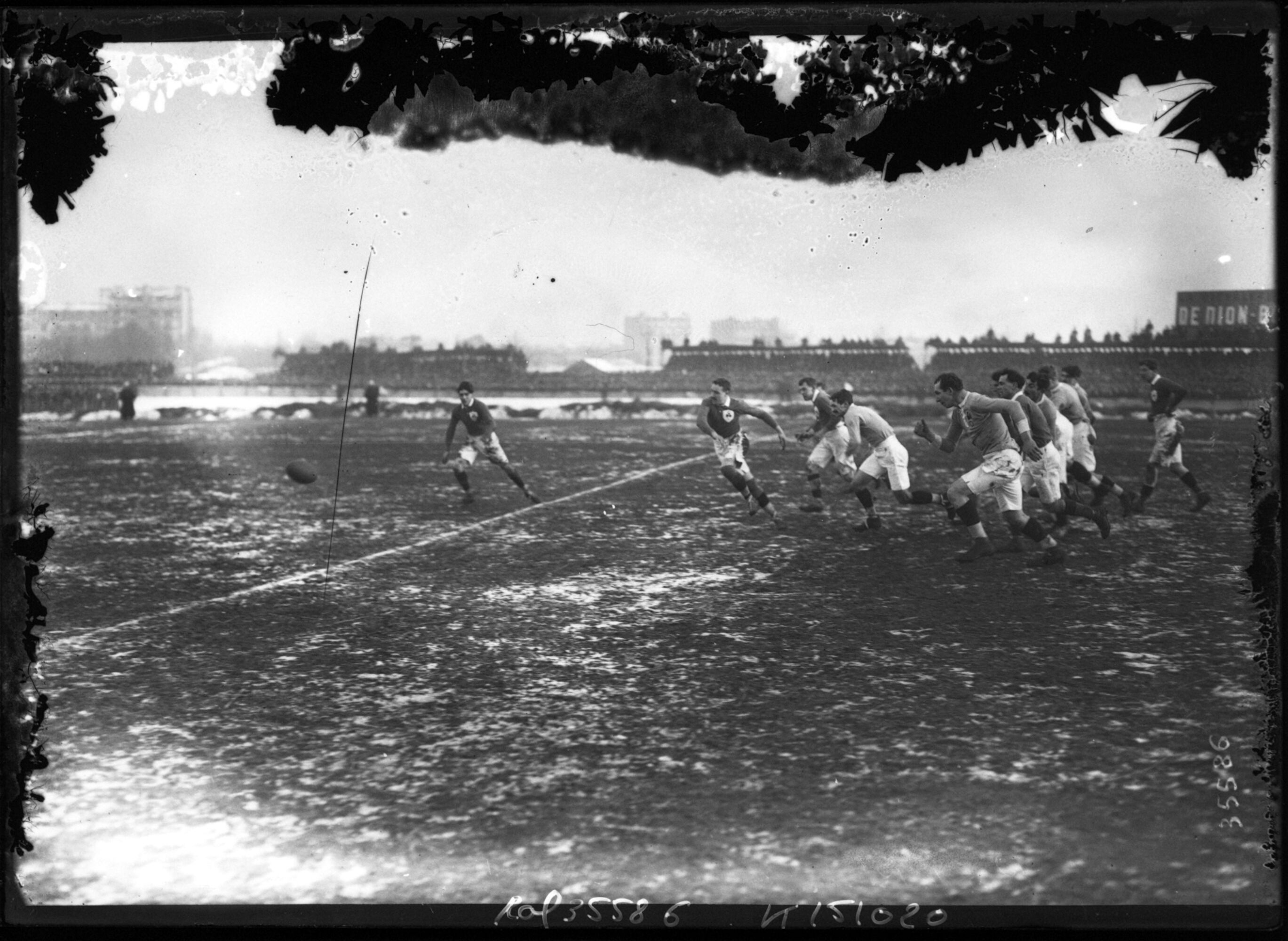
France - Irlande le 1er janvier 1914 au Parc des Princes

Avant la Première Guerre mondiale, Gilbert est considéré comme le meilleur trois-quarts centre français,. Pierrot était reconnu comme l'un des meilleurs attaquants français de sa génération. Ainsi, il est sélectionné à 3 reprises en Équipe de France de rugby à XV. Gilbert Pierrot est le 103e international du XV de France.
Pierrot commence le Tournoi des Cinq Nations 1914 en tant que trois-quarts centre titulaire.
La Première Guerre mondiale interrompt la carrière de Pierrot. À l'issue de la guerre, celui-ci porte de nouveau la tunique vert et blanche de la Section à partir de 1918. Pour sa dernière saisons en 1920, Pierrot forme avec le jeune Roger Piteu un duo d'attaque réputé.

## Entraîneur

### Section Paloise
Après l'arrêt de sa carrière de joueur, il devient responsable de la Commision Rugby de la Section paloise, qu'il conduit au titre de Champion de France lors de la saison 1927-1928.
Pierrot prône un rugby de mouvement, faisant la part belle aux jeunes du club tels que Sarrade, Caussarieu, Lanta et Crampes, ou d'avants de la trempe d'Albert Cazenave et Récaborde.
Enfin, ce fut lui qui innova et positionna l'arrière Mounès comme cinquième attaquant, et guide le club vers le titre de champion de France en 1928.
Pierrot quitte ses fonctions en 1929.

## Dirigeant
Gilbert Pierrot présente la particularité d'avoir été à l'origine de la création de deux clubs de rugby à XV en France: l'ASPTT Paris et l'ASPTT Pau,.
Pierrot est l'un des fondateurs de la section rugby de l'ASPTT Paris en 1908, puis l'un des fondateurs de l'ASPTT Pau en 1940,. Ce club est devenu le RC BAL, issu de sa fusion en 2004 avec l'AS Billère et l'Avenir Lescarien.

## Palmarès

### Joueur
- 3 sélections en équipe de France en 1914, lors du Tournoi des Cinq Nations 1914.
- 1er international de la Section paloise (rugby à XV)

### Entraîneur
- Champion de France en 1928

## Postérité
Gilbert Pierrot fait partie de la résistance béarnaise durant la Seconde Guerre mondiale, et est fait Chevalier de la Légion d'Honneur en 1952.
Gilbert Pierrot est une légende de la Section Paloise. Premier international à évoluer avec le maillot du club, il est également l'entraineur, officiellement responsable de la Commission Rugby de la Section paloise, du titre de 1928. Gilbert Pierrot a offert le ballon de la finale 1928 à Denis Labau.
Après sa mort en 1979, le quotidien béarnais La République des Pyrénées rebaptise la Coupe de l'Offensive en Challenge Gilbert Pierrot.

## Galerie

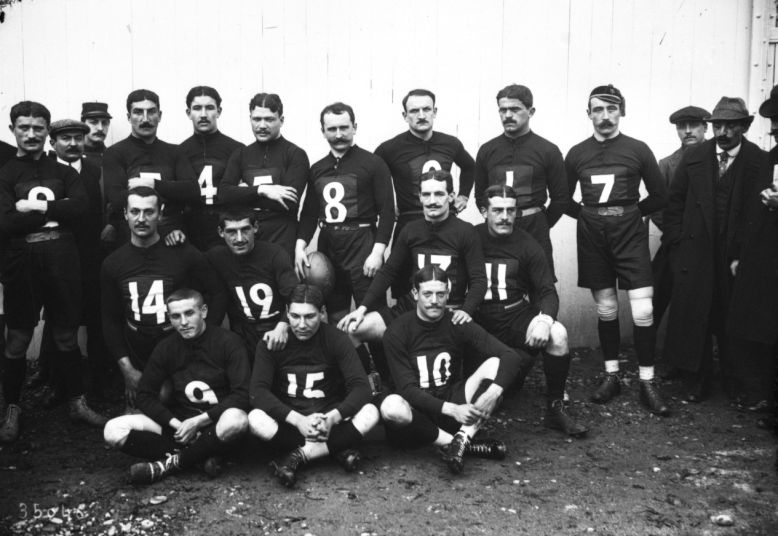
Équipe du Sud. Pierrot est troisième, rang du milieu.
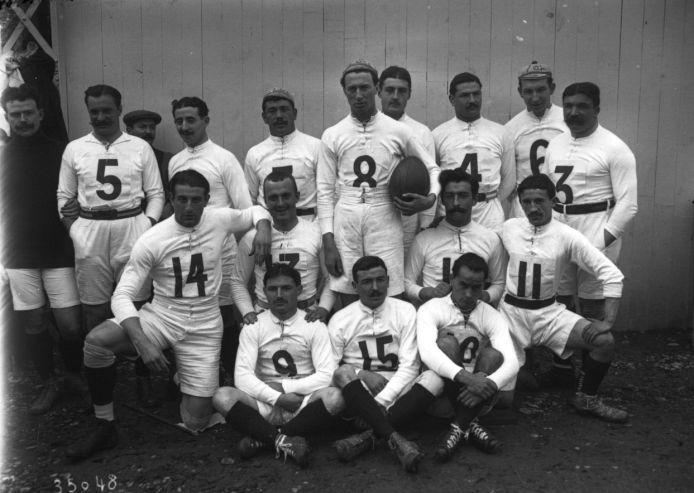
Équipe des Probables.
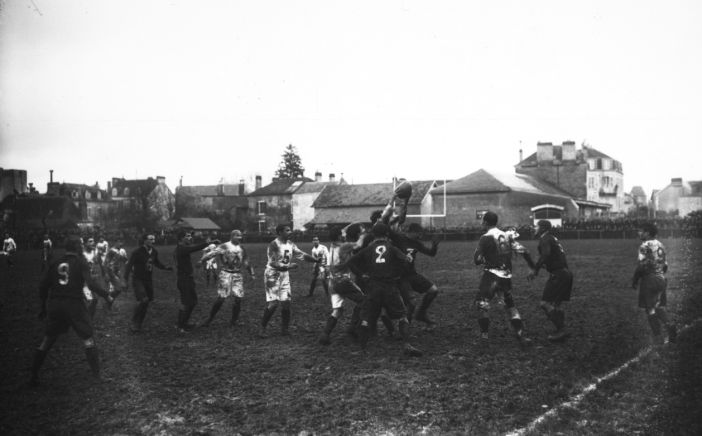
Match Sud contre Probables.